# Лук'янівське трамвайне депо

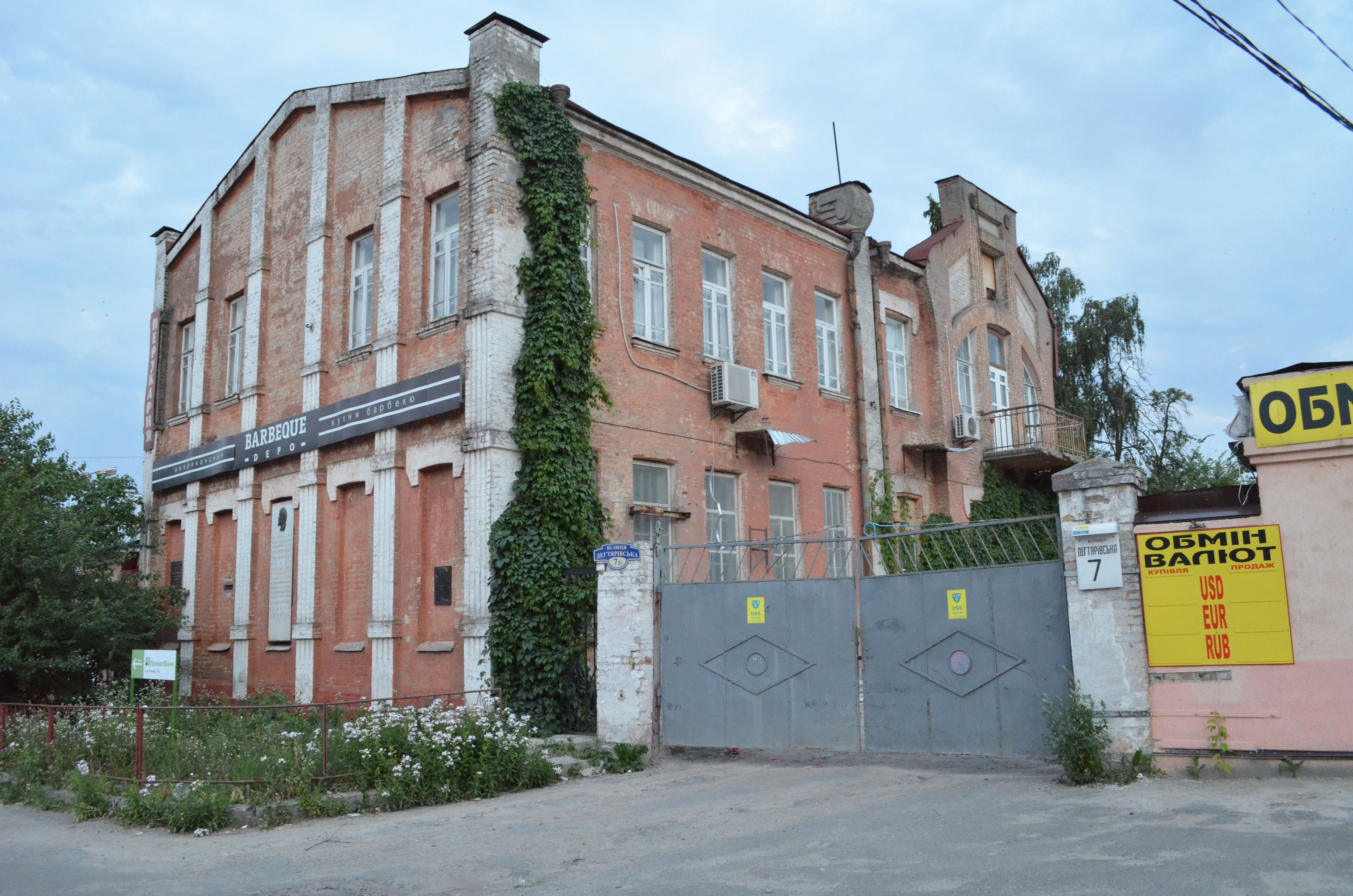
Будинок контори Лук'янівського парку міської залізниці (будинок трамвайно-тролейбусного управління)

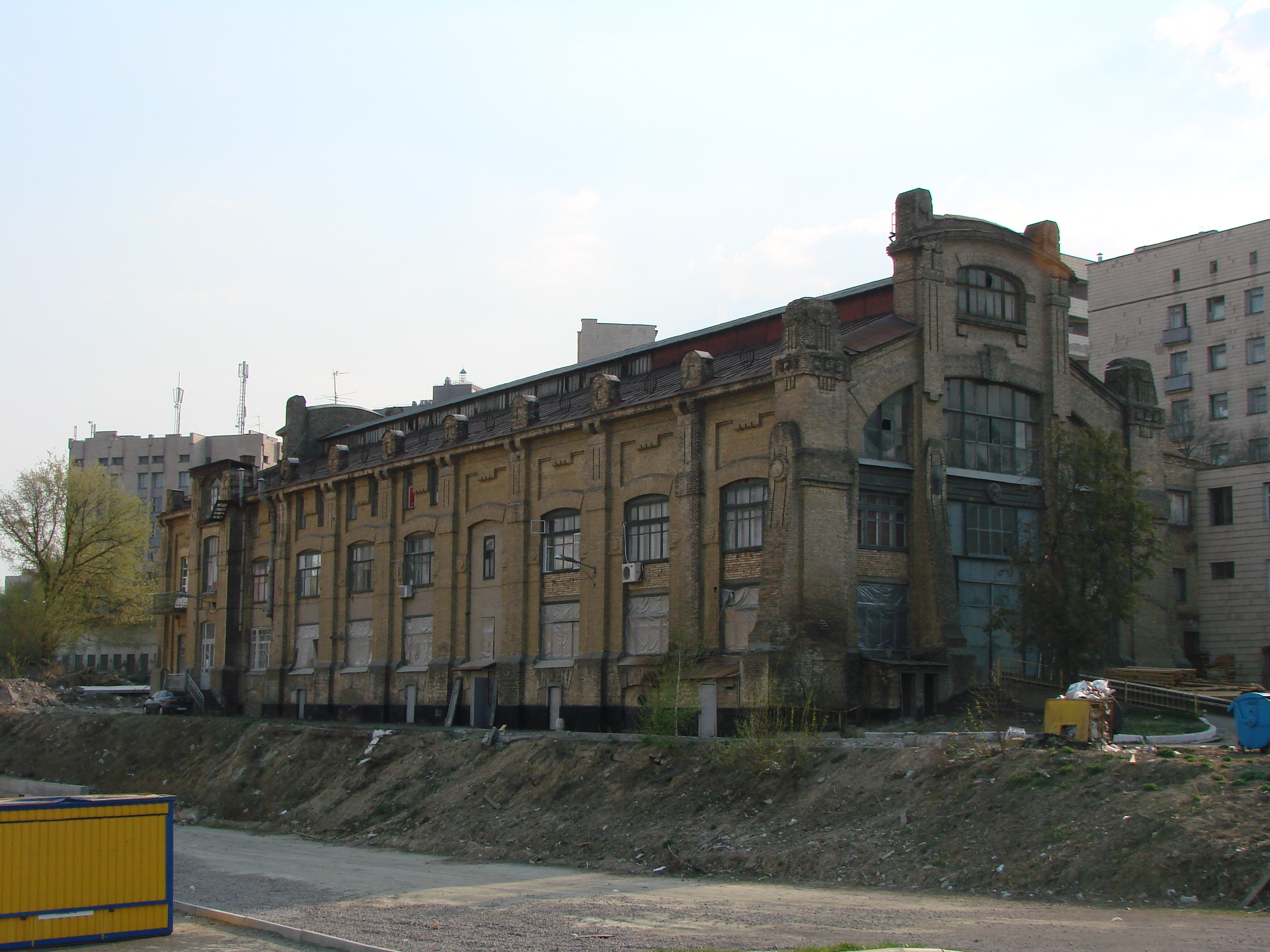
Будинок електричної станції Лук'янівської міської залізниці

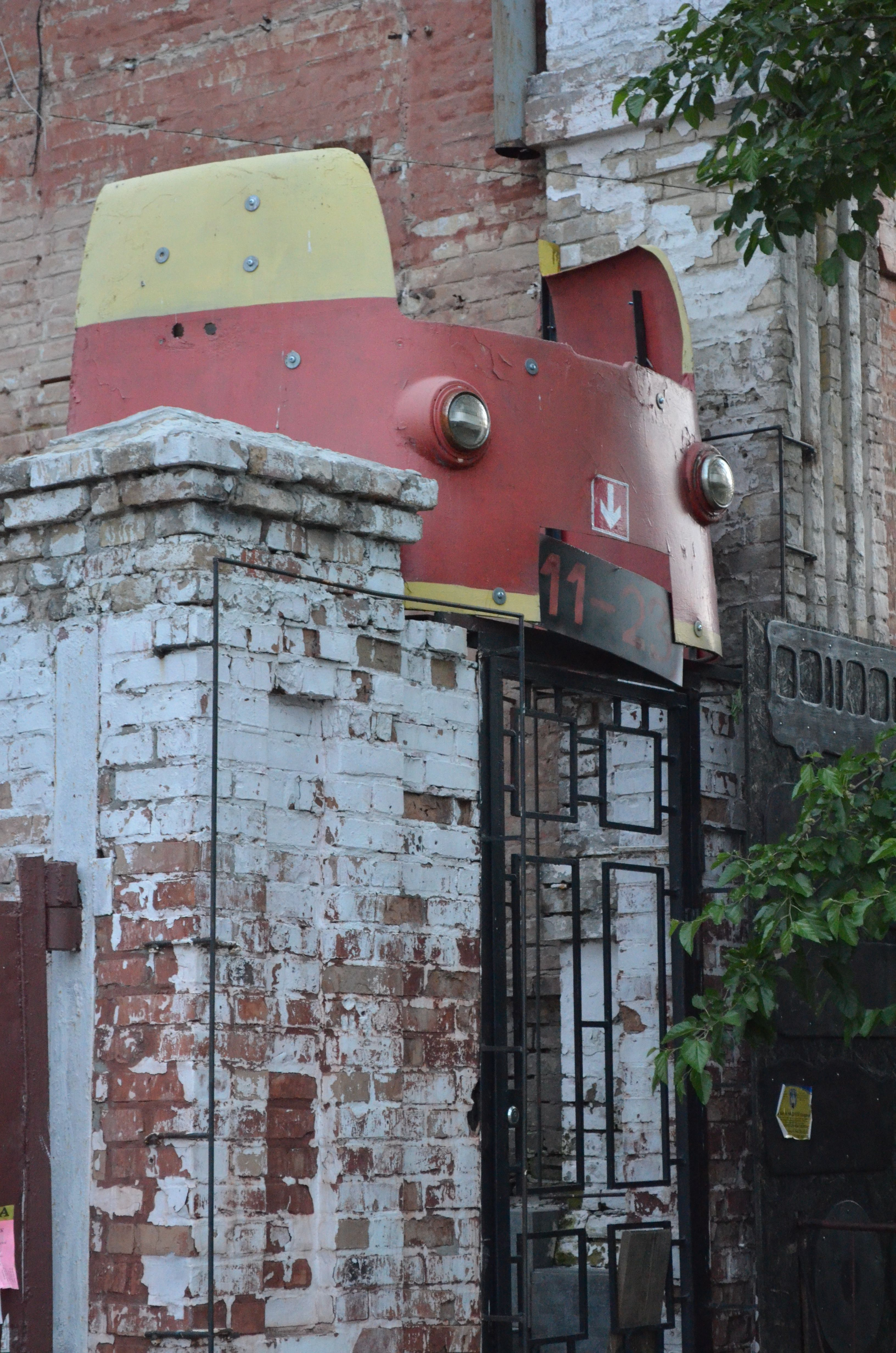
Хвіртка на територію депо з чоловою частиною трамвая

Лук'янівське трамвайне депо  — колишнє депо Київського трамвая, обслуговувало частину правобережної мережі. Закрите 2005 року, рухомий склад перейшов у новостворене Подільське трамвайне депо. На території депо станом на грудень 2012 року знаходиться пустир.

## Історія
Депо було відкрите 1892 року для Лук'янівської лінії кінного трамвая та стало третім у місті. До кінця XIX століття Лук'янівське депо було електрифіковане, та обслуговувало центральну та західну частини трамвайної мережі міста.
З початком 1990-х років депо стало занепадати, а кількість рухомого складу скорочуватися, тож 2005 року було прийнято рішення про об'єднання Лук'янівського депо з депо імені Красіна у нове Подільське депо, що мало розташуватися на території депо імені Красіна. Рухомий склад Лук'янівського депо перейшов до Подільського, а територія депо станом на 2012 рік не забудована та здається в оренду різним фірмам.

## Маршрути

### Маршрути, які депо обслуговувало на час закриття (2005)
- № 5 «Контрактова площа — Бульвар Дружби Народів»
- № 14 «Контрактова площа — Автогенний завод»
- № 15 «Вулиця Старовокзальна — Автогенний завод»
- № 18 «Контрактова площа — Вулиця Старовокзальна»

### Інші маршрути, які депо обслуговувало з 2000 року
- № 6 «Контрактова площа — Палац Спорту» (в такому вигляді існував з 1997 року, закритий 2001 року)
- № 10 «Московська площа — Вулиця Старовокзальна» (в такому вигляді існував з 1997 року, закритий 2001 року)
- № 13 «Контрактова площа — Вулиця Старовокзальна» (в такому вигляді існував з 1989 року, перейменований у № 18 2000 року)

## Рухомий склад
На час переїзду в Подільське депо рухомий склад складався з 99 лінійних та 4 службових вагонів.
- Tatra Т3 — з 1978 року

## Керівники депо
- Микола Шевченко (1970—1984)
- Володимир Мишакін (1987—1993)
- Іван Згурський (1993—2005)